# VF-191 (1986-8)
Il Fighter Squadron 191 o VF-191 fu un'unità di aviazione di breve durata della Marina degli Stati Uniti fondata il 1º dicembre 1986 e sciolta il 30 aprile 1988. Era il secondo squadrone della US Navy ad essere designato VF-191. Il VF-191 e lo squadrone gemello VF-194 sono stati i due squadroni F-14 più brevi della storia.

## Storia operativa
Il VF-191 ha adottato il nome dell'unità e le insegne dell'originale VF-191. Dopo l'addestramento sull'F-14A Tomcat con il VF-124 e il dispiegamento a bordo della USS Independence come parte del Carrier Air Wing 10, il VF-191 venne disattivato il 30 aprile 1988, prima che la crociera potesse aver luogo.

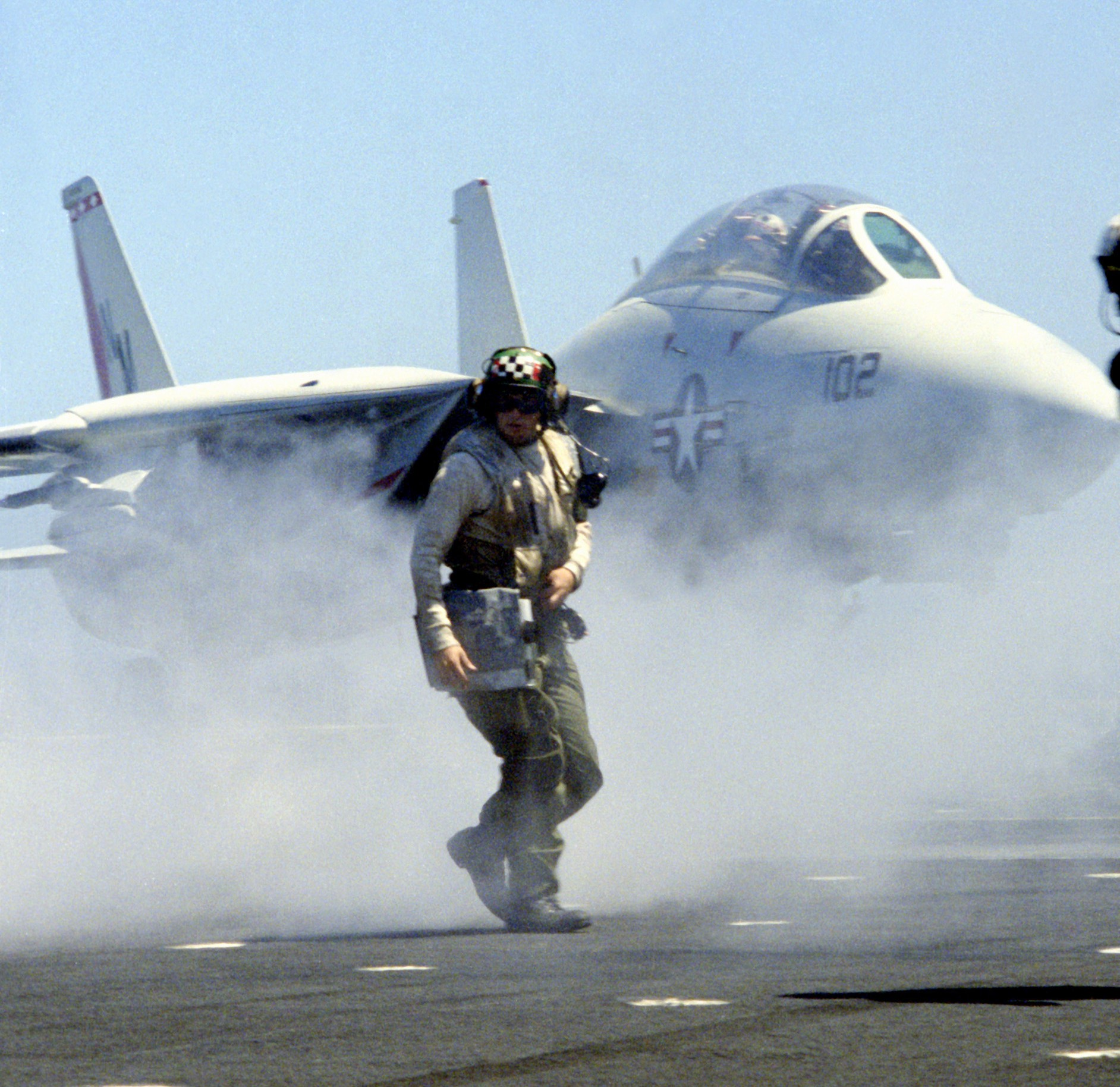
un F-14A del VF-191 sulla USS Enterprise nel gennaio 1988